# Táxon infraespecífica
Em biologia,   táxon infraespecífica, táxon infraespecífico ou nome infraespecífico é uma táxon de hierarquia abaixo das espécies. São as subespécies, raças ou variedades, subvariedades, etc. Uma táxon infraespecífica exige a utilização de uma nomenclatura trinomial.